# Prix Adonáis de poésie
Le prix Adonáis de poésie (en espagnol : Premio Adonáis de Poesía) est concédé annuellement en Espagne par les Éditions Rialp à un recueil de poésie en espagnol, et octroie par ailleurs plusieurs accessits. Il a pour intention de promouvoir de nouvelles voix et de nouvelles valeurs de la poésie en espagnol en ceci que l'âge maximum du candidat est de 35 ans. Ce prix de poésie est considéré comme l'un des plus prestigieux de la langue espagnole,.

## Histoire du prix
Créé en 1943 (un an avant le prix Nadal), il tient son nom de la collection du même nom que, dans la maison d'édition de la Biblioteca Hispánica, dirige Juan Guerrero Ruiz (es), grand ami de Juan Ramón Jiménez, ainsi que José Luis Cano García de la Torre (es), qui dirigera la collection pendant plus de vingt ans,. En 1946, la collection passe aux mains des Éditions Rialp, qui la détient toujours, et est composée de plus de 650 volumes,. Ont succédé à José Luis Cano, Luis Jiménez Martos (es) puis, après la mort de ce dernier, Carmelo Guillén Acosta (es).
Lors de sa première grande époque, le prix Adonáis contribue au lancement des principaux auteurs de l'après-guerre ; plus tard, elle lance également la Génération de 50 ainsi que les Novísimos. Son influence continue avec des lauréats plus contemporains comme Luis García Montero, Joaquín Pérez Azaustre (es), Rubén Martín Díaz (es) o José Gutiérrez Román (es) ; ou des accessits comme Fernando Beltrán (es), Antonio Lucas (es), José Luis Rey (es), Raquel Lanseros (es) Vanesa Pérez-Sauquillo (es) ou Francisco Onieva (es).
Le prix n'inclut aucune dotation économique. Le lauréat voit son livre édité et reçoit cent exemplaires de son livre publié ainsi qu'une sculpture de Venancio Blanco. Les accessits reçoivent quant à eux cent exemplaires de leur livre publié. Le prix est décerné en décembre de chaque année.

## Jury
Le jury du prix a été composé par de grandes figures de la poésie espagnole contemporaine telles que Gerardo Diego, Claudio Rodríguez (es), Rafael Morales (es) ou José García Nieto.
Actuellement les membres du jury les plus réguliers sont, aux côtés du directeur de la collection, les poètes Julio Martínez Mesanza (es), Aurora Luque (es), Eloy Sánchez Rosillo (es), Enrique García-Máiquez (es) et Amalia Bautista.

## Liste des lauréats
Les plus célèbres lauréats sont José Hierro, Claudio Rodríguez ou José Ángel Valente. Parmi leurs accessits, sont notables Antonio Gala, Ángel González ou Antonio Colinas, voire Antonio Gamoneda qui fut finaliste.

### Liste des lauréats et accessits
Les lauréats ou accessits sont de nationalité espagnole, sauf mention.
- 1943 – José Suárez Carreño (es), pour Edad del hombre ; Vicente Gaos, pour Arcángel de mi noche ; Alfonso Moreno Redondo (es), pour El vuelo de la carne
- 1944 – Non décerné.
- 1945 – Non décerné.
- 1946 – Non décerné.
- 1947 – José Hierro, pour Alegría

– Accessits : Concha Zardoya (es) ( Chili-Espagne), pour Dominio del llanto ; Eugenio de Nora, pour Contemplación del tiempo ; Julio Maruri (es), pour Los años
- 1948 – Non décerné.
- 1949 – Ricardo Molina (es), pour Corimbo

– Accessits : Juan Ruiz Peña (es), pour Vida del poeta ; Ramón de Garciasol (es), pour Defensa del hombre
- 1950 – José García Nieto, Dama de soledad

– Accessits : Javier de Bengoechea (es), pour Habitada claridad ; Carlos Salomón (es), pour La sed
- 1951 – Lorenzo Gomis (es), pour El caballo

– Accessits : José Manuel Caballero Bonald, pour Las adivinaciones ; Alfonso Albalá (es), pour Umbral de armonía ; Julián Andújar, pour La soledad y el encuentro ; Luis López Anglada (es), pour La vida conquistada
- 1952 – Antonio Fernández Spencer ( République dominicaine), pour Bajo la luz del día

– Accessits : Salvador Pérez Valiente (es), pour Por tercera vez ; Susana March (es), pour La tristeza ; Jaume Ferran (es), pour Desde esta orilla ; Jesús López Pacheco (es), pour Dejad crecer este silencio
- 1953 – Claudio Rodríguez (es), pour Don de la ebriedad

– Accessits : Pino Ojeda (es), pour Como el fruto en el árbol ; Pilar Paz Pasamar (es), pour Los buenos días
- 1954 – José Ángel Valente, pour A modo de esperanza

– Accessits : Carlos Murciano (es), pour Viento en la carne ; José Agustín Goytisolo, pour El retorno
- 1955 – Javier de Bengoechea (es), pour Hombre en forma de elegía

– Accessits : María Beneyto, pour Tierra viva ; Ángel González, pour Áspero mundo
- 1956 – María Elvira Lacaci (es), pour Humana voz

– Accessits : Salustiano Masó (es), pour Contemplación y aventura ; Fernando Quiñones (es), pour Cercanía de la gracia
- 1957 – Carlos Sahagún (es), pour Profecías del agua

– Accessits : Joaquín Fernández, pour Sin vuelta de hoja ; Eladio Cabañero (es), pour Una señal de amor
- 1958 – Rafael Soto Vergés (es), pour La agorera

– Accessits : Enrique Molina Campos, La puerta ; Antonio Murciano, pour La semilla
- 1959 – Francisco Brines, pour Las brasas

– Accessits : Luis Martínez Drake, pour La yerba ; Antonio Gala, pour Enemigo íntimo
- 1960 – Mariano Roldán (es), pour Hombre nuevo

– Accessits : Salustiano Masó (es), pour Historia de un tiempo futuro ; Ernesto Contreras, pour Interior con figuras
- 1961 – Luis Feria (es) pour, Conciencia

– Accessits : Juan Antonio Castro (es), pour Tiempo amarillo ; Julia Uceda (es), pour Extraña juventud
- 1962 – Jesús Hilario Tundidor, pour Junto a mi silencio

– Accessits : Ricardo Defarges (es), pour El arbusto ; Manuel Padorno (es), pour A la sombra del mar
- 1963 – Félix Grande, pour Las piedras

– Accessits : Manuel Álvarez Ortega, pour Invención de la muerte ; Elena Andrés (es), pour Dos caminos
- 1964 – Diego Jesús Jiménez (es), pour La ciudad

– Accessits : César Aller (es), pour Libro de elegías ; Antonio Hernández Ramírez (es), pour El mar es una tarde con campanas
- 1965 – Joaquín Caro Romero (es), pour El tiempo en el espejo

– Accessits : Vicente García Hernández (es), pour Los pájaros ; Francisco Carrasco Heredia, pour Las raíces
- 1966 – Miguel Fernández (es), pour Sagrada materia

– Accessits : Juan Van-Halen (es), pour La frontera ; José Roberto Cea (es), pour Códice liberado
- 1967 – Joaquín Benito de Lucas (es), pour Materia de olvido

– Accessits : Ángel García López (es), pour Tierra de nadie ; Antonio López Luna, pour Memoria de la muerte ; Marcos Ricardo Barnatán (es) ( Argentine-Espagne), pour Los pasos perdidos
- 1968 – Roberto Sosa ( Honduras), pour Los pobres

– Accessits : Eugenio Padorno (es), pour Metamorfosis ; Antonio Colinas (es), pour Preludios a una noche total
- 1969 – Ángel García López (es), pour A flor de piel

– Accessits : Manuel Ríos Ruiz (es), pour Amores con la tierra ; Pablo Armando Fernández ( Cuba), pour Un sitio permanente
- 1970 – Pureza Canelo (es), pour Lugar común

– Accessits : Paloma Palao (es), pour El gato junto al agua ; Justo Jorge Padrón (es), pour Los oscuros fuegos ; José Luis Núñez, pour Los motivos del tigre
- 1971 – José Infante (es), pour Elegía y no

– Accessits : Rafael Talavera, pour Tres poemas y calcomanías ; José María Bermejo, pour Epidemia de nieve
- 1972 – José Luis Alegre Cudós (es), pour Abstracción de Mío Cid con Cid Mío

– Accessits : José María Prieto, pour Círculo ciego ; Enrique Gracia (es), pour Encuentros
- 1973 – José Antonio Moreno Jurado (es), pour Ditirambos para mi propia burla

– Accessits : Antonio Quintana, pour El ojo único del unicornio ; Antonio Domínguez Rey, pour Garlopa marina
- 1974 – Julia Castillo (es), pour Urgencias de un río interior

– Accessits : Francisco García Marquina (es), pour Liber usualis officii et orationum ; Emilio Sola, pour La isla
- 1975 – Ángel Sánchez Pascual, pour Ceremonia de la inocencia

– Accessits : Alfredo J. Ramos Campos (es), pour Esquinas del destierro ; Antolín Iglesias Páramo, pour Afueras del Edén
- 1976 – Jorge G. Aranguren, pour De fuegos, tigres, ríos

– Accessits : Carmelo Guillén Acosta (es), pour Envés del existir ; Pedro Vergés (es), pour Durante los inviernos
- 1977 – Eloy Sánchez Rosillo (es), pour Maneras de estar solo

– Accessits : Luis de Paola, pour Música para películas mudas ; María Rosa Vicente, pour Canto de la distancia
- 1978 – Arcadio López-Casanova (es), pour La oscura potestad

– Accessits : Ana María Navales (es), pour Mester de amor ; Carlos Clementson, pour De la tierra, del mar y otros caminos
- 1979 – Laureano Albán (es) ( Costa Rica), pour Herencia del otoño

– Accessits : Rosa María Echevarría, pour Arquíloco o nuestra propia voz ; Pedro Jesús de la Peña (es), pour Teatro del sueño ; Miguel Ángel Velasco (es), pour Sobre el silencio y otros llantos
- 1980 – Blanca Andreu, pour De una niña de provincias que vino a vivir en un Chagall

– Accessits : Salvador García Jiménez, pour Épica de náufrago ; José María Parreño (es), pour Instrucciones para blindar un corazón
- 1981 – Miguel Velasco, pour Las berlinas del sueño

– Accessits : Julieta Dobles ( Costa Rica), pour Hora de lejanías ; Rafael Duarte, pour Los viejos mitos del asombro
- 1982 – Luis García Montero, pour El jardín extranjero

– Accessits : Fernando Beltrán (es), pour Aquelarre en Madrid ; Amparo Amorós (es), pour Ludia
- 1983 – Javier Peñas Navarro (es), pour Adjetivos sin agua, adjetivos con agua

– Accessits : Carmen Pallarés, pour La llave del grafito ; Basilio Sánchez (es), pour A este lado del alba
- 1984 – Amalia Iglesias Serna (es), pour Un lugar para el fuego

– Accessits : José Luis Ferris, pour Cetro de cal ; Antonio del Camino (es), pour Del verbo y la penumbra
- 1985 – Juan Carlos Mestre (es), pour Antífona de otoño en el valle del Bierzo

– Accessits : María del Mar Alférez, pour Criptoepístola de azares ; Federico Gallego Ripoll (es), pour Crimen pasional en la Plaza Roja
- 1986 – Juan María Calles, pour Silencio celeste

– Accessits : José Luis Puerto (es), pour Un jardín al olvido ; Pedro González Moreno, pour Pentagrama para escribir silencios
- 1987 – Francisco Serradilla (es), pour El bosque insobornable

– Accessits : Rosana Acquaroni, pour Del mar bajo los puentes ; María Luisa Mora Alameda, pour Este largo viaje hacia la lluvia ; Carmina Casala, Lava de labios
- 1988 – Miguel Sánchez Gatell, pour La soledad absoluta de la tierra

– Accessits : José Luis Díaz (poète), pour Los pasos de la ceniza ; Alberto Martín Méndez, pour Biografía de un traficante de no sé
- 1989 – Juan Carlos Marset, pour Puer profeta

– Accessits : Aurora Luque (es), pour Problemas de doblaje ; Francisco M. Monterde, pour Penúltima lectura del silencio
- 1990 – Diego Doncel (es), pour El único umbral

– Accessits : Fermín Gámez, pour Efecto invernadero ; José María Muñoz Quirós (es), pour Ritual de los espejos
- 1991 – Jesús Javier Lázaro Puebla, pour Canción para una amazona dormida

– Accessits : Mar García Lozano, pour Los mercaderes ; Miguel Argaya (es), pour Geometría de las cosas irregulares
- 1992 – Juan Antonio Marín Alba, pour El horizonte de la noche

– Accessits : Aurelio González Ovies, pour Vengo del Norte ; Enrique Ortiz Sierra, pour Extraño abordaje
- 1993 – María Luisa Mora Alameda, pour Busca y captura

– Accessits : Berta Serra Manzanares (es), pour Frente al Mar de Citerea ; Enrique Falcón (es), pour La marcha de 150.000.000
- 1994 – Ana Merino (es), pour Preparativos para un viaje

– Accessits : Juan Francisco Lorenzo, pour Menú de día ; Jesús Losada (es), pour Huerto cerrado del amor
- 1995 – Eduardo Moga (es), pour La luz oída

– Accessits : Beatriz Hernanz, pour La vigilia del tiempo ; Antonio Lucas (es), pour Antes del mundo
- 1996 – Rosario Neira (es), pour No somos ángeles

– Accessits : Ángel Luján, pour Días débiles ; José Luis Rey (es), pour Un evangelio español
- 1997 – Luis Martínez-Falero, pour Plenitud de la materia

– Accessits : Fermin Gámez, pour Arcana certidumbre ; May Judith Serrano, pour Huerto cerrado del amor ; Pedro J. Alonso, pour Sólo la ausencia
- 1998 – Luis Enrique Belmonte (es) ( Venezuela), pour Inútil registro

– Accessits : José Luis López Bretones, pour El lugar de un extraño ; Raúl Borrás, pour Diluvio en la mirada
- 1999 – Irene Sánchez Carrón (es), pour Escenas principales de actor secundario

– Accessits : Laura Moll, pour Océano y otros poemas ; Álvaro Fierro, pour Tan callando
- 2000 – Joaquín Pérez Azaústre (es), pour Una interpretación

– Accessits : Miguel Ángel Curiel (es), pour El verano ; Catalina Morato, pour El huso y la palabra ; Juan Carlos Abril (es), pour El laberinto azul
- 2001 – José Antonio Gómez-Coronado (es), pour El triunfo de los días

– Accessits : Javier Cano (es), pour Lugares para un exilio ; Rafael Antúnez Arce (es), pour Nada que decir
- 2002 – Adrián González da Costa (es), pour Rua dos douradores

– Accessits : Modesto Calderón, pour Venenos de la rosa ; José Luis Gómez Toré (es), pour He heredado la noche
- 2003 – Javier Vela (es), pour La hora del crepúsculo.

– Accessits : Antonio Aguilar Rodríguez, pour Allí donde no estuve ; Ana Isabel Conejo (es), pour Vidrios, vasos, luz, tardes
- 2004 – José Martínez Ros (es), pour La enfermedad

– Accessits : Jesús Beades, pour La ciudad dormida ; Paolo Álvarez Correyero, pour Hoy cumplo 16
- 2005 – Carlos Vaquerizo (es), pour Fiera venganza del tiempo

– Accessits : Raquel Lanseros (es), pour Diario de un destello ; Juan Meseguer (es), pour Bancos de arena
- 2006 – Jorge Galán (es), pseudonyme de George Alexander Portillo ( Salvador), pour Breve historia del Alba[8]

– Accessits : Francisco Onieva (es), pour Perímetro de la tarde ; Antonio Praena (es), pour Poemas para mi hermana
- 2007 - Teresa Soto González (es), pour Un poemario (Imitación de Wislawa)

- Accessits : Diego Vaya (es), pour El libro del viento ; Pablo Moreno Prieto, pour Discurso de la ceniza
- 2008 - Rogelio Guedea (es) ( Mexique), pour Kora

- Accessits : María Eugenia Reyes Lindo, pour El fabricante de ruinas ; Alfredo Juan Félix-Díaz (Mexique), pour Si resistimos
- 2009 - Rubén Martín Díaz (es), pour El minuto interior[9]

- Accessits : Verónica Aranda, pour Cortes de luz ; Daniel Casado, pour Oscuro pez del fondo ; Mario Lourtau, pour Quince días de fuego
- 2010 - José Gutiérrez Román (es), pour Los pies del horizonte[10]

- Accessits : Francisco Javier Burguillo López, pour Musa de fuego ; Alberto Chessa, pour La osamenta
- 2011 - Jesús Francisco Bernal Castell (es), pour Hombre en la niebla[11],[2]

- Accessits : Vanesa Pérez-Sauquillo (es), pour Climax road ; Ruth Miguel Franco, pour La muerte y los hermanos
- 2012 - Martha Asunción Alonso, pour La soledad criolla[12]

- Accessits : Rocío Arana Caballero, pour La llave dorada ; Ángel Talián, pour La vida panorámica
- 2013 - Joaquín Moreno, pour Largo viaje[13]

- Accessits : Lutgardo García, pour La viña perdida ; Juan Meseguer (es), pour Áspera nada.
- 2014 - Constantino Molina Monteagudo, pour Las ramas del azar[14]

- Accessits : José Antonio Pérez-Robleda, pour Mitología intima ; Milton Santiago, pour A otro perro con este hueso.
- 2015 - Rodrigo Sancho Ferrer, pour Vaho[15]

- Accessits : Magdalena Camargo Lemieszek ( Panama), pour La doncella sin manos ; Nelo Curti ( Uruguay), pour El lujo de ponernos tristes.
- 2016 - Sergio Navarro Ramírez (es) pour La lucha por el vuelo[16]

- Accessits : Bibiana Collado pour El recelo del agua ; Camino Román pour Accidente
- 2017 - Alba Flores Robla (es), pour Digan adiós a la muchacha[17]

- Accessits: Álvaro Petit, pour Que aún me duelas ; Pablo Fidalgo, pour Crónica de las aves de paso.
- 2018 : Marcela Duque ( Colombie) pour Bello es el riesgo[18]

- Accessits : José Alcaraz pour El mar en las cenizas ;  Guillermo Marco pour Otras nubes
- 2019 : María Elena Higueruelo (es), pour Los días eternos

- Accessits : Diego Medina pour Todo cuanto es verdad ; Felicitas Castillo pour El contorno del roble
- 2020 : Abraham Guerrero Tenorio, pour Toda violencia

- Accessits : Marta Jiménez Serrano pour a edad ligera ; Rodrigo Olay pour Vieja escuela ; Ignacio Pérez Cerón, Márgenes de error
- 2021 : Nuria Ortega Riba, pour Las infancias sonoras

- Accessits : Andrés María García Cuevas pour Las ciudades ; Félix Moyano Casiano (es) pour La deuda prometida
- 2022 – Luis Escavy, pour Victoria menor.

– Accessits : Irene Domínguez pour Pureza et Lola Tórtola pour Los dioses destruidos
- 2023 - María Paz Otero pour Los atormentados[24]

– Accessits : Antonio Díaz Mola pour El aire dividido et Elisa Fernández Guzmán pour Después del pop
- 2024 - Juan Herrero Diéguez, pour Cartografía de nadie

– Accessits :